# Skandalkonzert

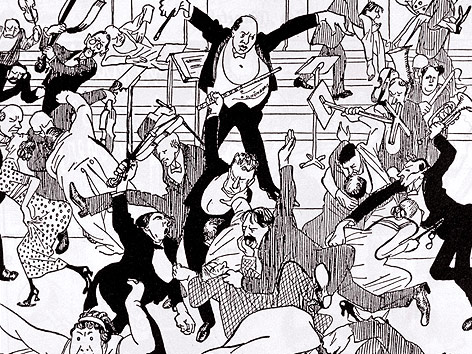
En karikatyr av konserten som förekom i tidningen Die Zeit den 6 april 1913.

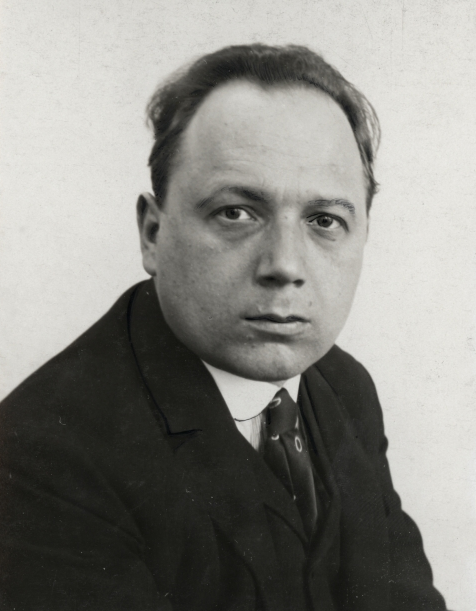
Buschbeck, en av initiativtagarna till Skandalkonzert, som örfilade en konsertbesökare.

Skandalkonzert ("Skandalkonsert") var en konsert dirigerad av Arnold Schönberg den 31 mars 1913. Konserten hölls av Wiens konsertsällskap i Stora salen i Musikverein i Wien. Konserten bestod av musik av tonsättare från den andra Wienskolan.
Under konserten chockades publiken av expressionismen och experimentalismen i musiken och började göra uppror, och konserten avslutades i förtid. Mitt under oroligheterna sades konsertarrangören Erhard Buschbeck ha slagit en konsertbesökare i ansiktet. Detta skulle så småningom leda till en stämning mot Buschbeck. Händelsen ledde också till ett alternativt namn för Skandalkonzert: Watschenkonzert, från österrikiskans tyska för "örfilskonsert". Operettkompositören Oscar Straus, som blev vittne till den påstådda misshandeln, vittnade om att örfilen hade varit "kvällens mest harmoniska klang".

## Program
Programmet bestod av:
- Anton Webern: Sex stycken för orkester, opus 6.
- Alexander von Zemlinsky: Fyra orkestersånger över dikter av Maeterlinck (så småningom publicerad som Zemlinskys opus 13, nr 1, 2, 3 och 5 framfördes på Skandalkonzert).
- Arnold Schönberg: Kammarsymfoni nr 1, opus 9.
- Alban Berg: Två av de fem orkestersångerna på vykortstexter av Peter Altenberg, opus 4 nr 2 och 3. Både den lyriska och musikaliska sidan av denna premiär upplevdes som provocerande.
- Gustav Mahler: Kindertotenlieder. Konserten avslutades innan det planerade framförandet av verket hann börja.

Under Bergs sånger uppmanade publiken både poeten och kompositören att engagera sig, trots att det var allmänt känt att Altenberg redan då var intagen på mentalsjukhus. Trots att han inte var närvarande vid konserten fick han permission för att närvara vid generalrepetitionen samma morgon, och tre dagar senare skrev han en prosaskiss som föreställde Alma Mahler som var där. På konserten var det under Bergs sånger som striderna började. Vid rättegången kommenterade Straus att ljudet från Buschbecks slag hade varit det mest harmoniska ljudet under hela konserten. För Bergs verk fick Skandalkonzert bestående konsekvenser: sångerna framfördes inte igen förrän 1952, och det fullständiga partituret kom inte i tryck förrän 1966.

## Historia och samtida eko
Schönbergs Gurrelieder uruppfördes den 23 februari 1913 i Musikvereins stora sal under ledning av Franz Schreker och blev en överväldigande framgång. Men kompositören, som kände sig kränkt av den tidigare konservativa inställningen hos den wienska publiken, vägrade att ta emot applåderna. I gengäld hämnades publiken några veckor senare vid nästa konsert med samtida verk där. I pressrapporter från perioden talas det om tumultartade upplopp: Schönbergs anhängare och en av hans studenter och hans motståndare skrek på varandra, kastade saker, störde föreställningen, förstörde möbler etc.
De berömda bråken vid premiären av Igor Stravinskijs Våroffer ägde rum i Paris två månader senare, den 29 maj 1913.